# مارکوس بولر
مارکوس جی بولر (به انگلیسی: Markus J. Buehler) دانشمند و مهندس مواد در در انستیتوی فناوری ماساچوست (MIT) در آمریکا است. وی عضو هیئت علمی گروه مهندسی عمران و محیط زیست MIT است، جایی که او آزمایشگاه مکانیک اتمی و مولکولی (LAMM) را هدایت می‌کند و همچنین عضو مرکز علوم و مهندسی محاسبات MIT (CCSE) در دانشکده محاسبات شوارتزمن است. وی بین سالهای ۲۰۱۳–۲۰۲۰ به عنوان رئیس گروه مهندسی عمران و محیط زیست در MIT خدمت کرد. فعالیتهای تحقیقاتی و آموزشی وی در زمینه استفاده از رویکرد علوم محاسباتی برای درک خواص مواد کاربردی در مواد بیولوژیکی و مصنوعی، به ویژه بر روی خواص مکانیکی متمرکز است. کار او شامل علوم مواد، مهندسی، ریاضیات و ایجاد ارتباط بین مواد طبیعی با هنر از طریق استفاده از نظریه رسته‌ها است. بولر که بر روی رابطهٔ بین علوم و هنر کار می‌کند، یک موسیقیدان تجربی است. مشهور بودن وی به دلیل ابداع سیستمی است که ساختارهای مولکولی پروتئین را به صدا تبدیل می‌کند و یک پیام موسیقایی ارائه می‌دهد. به موجب آن او روشی را برای ترجمه ساختار مواد به فرم موسیقی و بالعکس ایجاد کرد.

## تحصیلات و شغل
قبل از پیوستن به MIT در سال ۲۰۰۵، وی به عنوان مدیر مدل‌سازی در مرکز شبیه‌سازی مواد و فرایندهای Caltech در بخش شیمی و مهندسی شیمی بود. او دکترای خود را در رشته شیمی از دانشگاه اشتوتگارت و کارشناسی ارشد مکانیک مهندسی را از دانشگاه فناوری میشیگان و تحصیلات کارشناسی در رشته مهندسی شیمی و فرایند را در دانشگاه اشتوتگارت اخذ کرد.

## پژوهش
بولر پیشینه ای در علوم مواد، مهندسی و مکانیک کاربردی دارد. تحقیقات بولر بر روی شبیه‌سازی ساختاری و مکانیکی مواد بیولوژیکی، الهام گرفته از انرژی زیستی و مصنوعی در مقیاس‌های مختلف، با تمرکز ویژه بر شکست مواد از نظر مقیاس نانو و مولکولی متمرکز است. وی به دلیل استفاده از مدلهای محاسباتی ساده برای توضیح پدیده‌های پیچیده مواد در زیست‌شناسی شهرت دارد.
کارهای اخیر وی معطوف به استفاده از روش علوم محاسباتی برای مطالعه شکست مواد در سیستم‌های بیولوژیکی، از جمله بررسی تجزیه مواد در انواع بیماری‌ها بوده‌است. تمرکز اصلی وی در زمینه تغییر شکل و ساختار مواد پروتئینی مانند کلاژن و ابریشم است.
بولر بیش از ۴۵۰ مقاله با حدود ۳۰٬۰۰۰ ارجاع، منتشر کرده‌است که دربارهٔ مدل‌سازی نظری و محاسباتی مواد با استفاده از انواع مختلف روشهای شبیه‌سازی، مدل‌سازی اتمی، کتاب زیست مواد، چندین فصل کتاب و صدها مقاله سخنرانی می‌باشد. در مطالعه اخیر دانشگاه استنفورد، وی به عنوان یکی از محققان برتر در سال ۲۰۲۰ در بین محققان گروه علوم نانو معرفی شده‌است. وی همکاری گسترده‌ای با محققان در ایالات متحده، اروپا و آسیا دارد. او به عنوان PI و Co-PI در چندین پروژه تحقیقاتی میان رشته‌ای با بودجه بنیاد ملی علوم، وزارت دفاع، موسسات ملی بهداشت (NIH) و بسیاری از سازمان‌ها و همچنین شرکای صنعتی فعالیت می‌کند.

## تدریس
تدریس وی در MIT بر مکانیک مهندسی و مدل‌سازی و شبیه‌سازی و معرفی دانشجویان مقطع کارشناسی و کارشناسی ارشد به تحقیقات محاسباتی متمرکز است. وی دوره‌های آموزشی حرفه ای را در زمینه‌های طراحی مواد، یادگیری ماشین و ساخت مواد افزودنی تدریس می‌کند.
وی در آموزش موضوعات MIT 1.021J مقدمه ای در مدل‌سازی و شبیه‌سازی از نانو به کلان: مقدمه ای بر تکنیک‌های مدل‌سازی اتمی، مدل‌سازی اتمی مواد و سازه‌ها و مکانیک مهندسی درگیر بوده‌است. بولر با بخش IS&T MIT همکاری می‌کند از ابتکار عمل «آوردن ابزار تحقیق در کلاس»، جایی که در حال توسعه ابزارهایی برای استفاده ساده از ابزارهای شبیه‌سازی چند مقیاس در تدریس و آموزش دانشجویان دوره‌های کارشناسی و کارشناسی ارشد است. او همچنین به‌طور فعال در برنامه فرصت‌های تحقیقاتی کارشناسی MIT (UROP) شرکت می‌کند، جایی که به عنوان مربی هیئت علمی خدمت می‌کند. وی مشاور هیئت علمی در برنامه تحقیقات تابستانی MIT و بنیاد یادبود اورت مور بیکر است.

## سوابق
بولر بعنوان سردبیر یا عضو هیئت تحریریه چندین مجله بین‌المللی از جمله PLoS ONE، مجله بین‌المللی مکانیک کاربردی، Acta Mechanica Sinica، مجله رفتار مکانیکی مواد زیست پزشکی، مجله مکانیک مهندسی، مجله نانومکانیک و میکرو مکانیک و مجله علوم اعصاب محاسباتی و نظری. از سال ۲۰۱۱ وی بعنوان سردبیر مشترک در BioNanoScience، مجله ای که بنیانگذار آن بود، فعالیت می‌کند. وی در سال ۲۰۱۲ به عضویت هیئت تحریریه مجله Royal Society Interface انتخاب شد.
وی رئیس سابق کمیته بیومکانیک در انستیتوی مکانیک مهندسی ASCE، رئیس مشترک کمیته راهبری مهندسی نانو در پزشکی و زیست‌شناسی در ASME، عضو کمیته ملی بیومکانیک ایالات متحده است. از سال ۲۰۱۰ او به عنوان مدیر برنامه MIT-آلمان (MISTI آلمان) خدمت می‌کند. وی سردبیر مجله رفتار مکانیکی مواد زیست پزشکی است.

## جوایز و تقدیرنامه‌ها
بولر جایزه CAREER بنیاد ملی علوم، جایزه محقق جوان نیروی هوایی ایالات متحده، جایزه محقق جوان نیروی دریایی و جایزه دانشکده جوان DARPA را دریافت کرد. بولر به عنوان یکی از برترین مهندسان ایالات متحده در سنین ۳۰–۴۵ سالگی معرفی شد. در سال ۲۰۰۹، کار وی توسط مرکز (PECASE) دولت ایالات متحده به عنوان پرافتخارترین تحقیق شناخته شد. در سال ۲۰۱۱ وی جایزه افتتاحیه Leonardo da Vinci را از EMI دریافت کرد. کارهای وی با چندین جایزه دیگر از جمله جایزه نوبل همراه بود.